# Sita molekularne
Sita molekularne – materiały nanoporowate, o ściśle określonym, wąskim zakresie rozmiarów porów, które posiadają zdolność selektywnego adsorbowania związków chemicznych. Każdy rodzaj sit molekularnych ma różną wielkość porów oraz strukturę kanałów.
Rodzaje sit molekularnych
- glinokrzemiany, zwłaszcza zeolity
- niektóre rodzaje silikażelu
- porowate polimery
- szkła
- węgiel aktywny

## Sita molekularne jako środki suszące
W praktyce laboratoryjnej pojęcie sit molekularnych ograniczone jest zazwyczaj do zeolitów i wykorzystuje się je często jako środki suszące.
Sita molekularne nadają się do suszenia większości gazów i cieczy. Można ich używać w eksykatorach, kolumnach suszących, do utrzymywania w stanie bezwodnym rozpuszczalników absolutnych, napełniania kolumn do suszenia gazów lub rozpuszczalników oraz do selektywnej adsorpcji innych substancji (np. fosgenu z chloroformu).
Zalety:
- łatwość użycia, materiał praktycznie obojętny chemicznie, nietoksyczny, nie ma problemów z usuwaniem, osuszone ciecze można dekantować
- duża pojemność adsorpcyjna, także przy małej zawartości wody w suszonej substancji i w wysokich temperaturach
- duża podatność na adsorpcję cząsteczek polarnych i nienasyconych cząsteczek organicznych; cząsteczki wody są jednak zawsze adsorbowane preferencyjnie
- adsorpcja selektywna: adsorbowane są tylko te cząsteczki które mogą przejść przez pory

Sita molekularne pochłaniają wodę, zachowując w zasadzie swoją pojemność w temperaturach, w których tlenek glinu i żel krzemionkowy zaczynają uwalniać wodę. Np. między 0 a 150 °C pojemność spada stopniowo z 23 do 7% przy zawartości wody resztkowej 10 ppm.